# Teek
Teek a Csillagok háborúja elképzelt univerzumának egyik szereplője.

## Leírása
Teek a teekek fajába tartozó férfi, aki Noa Briqualonnal lakik egy hatalmas faodú-házban. Bőre narancssárgás-vörös, az arcán és kezein kívül a testét piszkosfehér szőrzet borítja. A nagy fülein hosszú, pamacsszerű szőrszálak lógnak. Szemszíne sötétbarna. Mivel faja rágcsálószerű, Teeknek is a szájából két nagy metszőfog látszik ki. Magassága kevesebb mint 1 méter. A fajára jellemző gyors anyagcseréje miatt Noa barátja igen fürge, alig észrevehető gyorsasággal oson ide-oda.

## Élete
A Teek faja sem őshonos az Endor holdon. Mint sok más faj, a teekek is egy-egy lezuhant űrhajó túlélői. Habár nem beszéli a galaktikus közös nyelvet, megérti azt, ő pedig makogásokat hallat. Képes a furulyát használni.
3 ABY-ban Teek rábukkan a sanyassanoktól megszökött Cindel Towanira és Wicket Wystri Warrickra. Teek először lopni akar Wickettől, emiatt az ewok előbb üldözőbe veszi a teeket, de aztán Cindel kibékíti őket. Teek elvezeti a gyermekeket a házhoz, ahol a két gyermek nekifog kitakarítani a házat és vacsorát főz. Este, amikor Noa hazaérkezik, nagyon megharagszik Teekre és a váratlan vendégekre, sőt a gyermekeket el is kergeti, de később félig-meddig azt sugallja Teeknek, hogy mikor ő nem látja, a kis barátja vigyen nekik ennivalót. Vacsora után már nincs szíve kint hagyni a hidegben a gyerekeket; behívja őket és szállást ad nekik, ha Cindel és Wicket megígérik, hogy másnap kitakarítják a házat.
A sanyassan Terak király szolgálatában, sok más sanyassan mellett a dathomiri Éjnővér, Charal is áll. Terak is és Charal is azt hiszik, hogy a hiperhajtó motor valami varázstárgy, és annak segítségével hatalomra tehetnek szert. Charalnak van egy varázsgyűrűje, melynek segítségével hollóvá vagy más személlyé tud átváltozni. A boszorkány Cindelt az anyja, Catarine által énekelt énekkel magához csalja és elrabolja. Charalt üldözőbe veszi Noa, Wicket és a nagyon gyors mozgású Teek. Miután bejutnak a sanyassanok kastélyába, Teek a fürgeségének köszönhetően észrevétlenül jár-kel a kalózok között, és megszerzi a tömlöcök kulcsait. A három megmentő kiszabadítja a kislányt és az elrabolt ewokokat, utána pedig elszöknek a kastélyból. Mindnyájan sietnek Noa űrhajójához, amelyből épp csak a hiperhajtó motor hiányzott; de a sanyassanok üldözőbe veszik őket. 
Míg Noa és Cindel megpróbálják javítani az űrhajót, addig az ewokok és a sanyassanok megvívják a harcot az Endor erdőholdjáért. Teek előbb tűzzel elkergeti a kalózok blurrgjait, aztán ráugrik Terakra, de a sanyassan király földhöz vágja az értelmes rágcsálót, amelynek bal karja megsebesül, talán el is törik. A harc végén Noa megküzd Terakkal, de mivel azelőtt Terak elvette a varázsgyűrűt a boszorkánytól, a küzdelem közben megütődik a gyűrű és a belőle kijövő energia kővé változtatja a sanyassanok királyát. Az ewokok kivívták a szabadságukat, a megmaradt sanyassanok pedig megfutamodnak. Cindel és Noa a harc után elhagyták az erdőholdat; Teek pedig az égitesten maradt. Szállást kapott az ewokok Világos fa falujában.

## Megjelenése a filmekben, könyvekben
Teeket az Endor erdőholdján történő második tévéfilmben láthatjuk, melynek címe, „Harc az Endor bolygón” (Ewoks: The Battle for Endor). Továbbá még két könyvben is meg van említve.

## Fordítás
- Ez a szócikk részben vagy egészben a Teek című Wookieepedia-szócikk fordítása. Az eredeti cikk szerkesztőit annak laptörténete sorolja fel.